# Odynerus jeromensis
Odynerus jeromensis är en stekelart som beskrevs av Cameron 1909. Odynerus jeromensis ingår i släktet lergetingar, och familjen Eumenidae. Inga underarter finns listade i Catalogue of Life.